# Ангел Михайлов
Ангел Иванов Михайлов (на чешки: Angelo Michajlov) е български, чехословашки и чешки композитор, автор на филмова и поп музика.

## Биография
Роден е в София на 4 октомври 1939 г. Завършва Музикалната академия в Прага със специалност „Композиране и дирижиране“ през 1962 г.
Автор е на редица песни за популярни чешки изпълнители като Марта Кубишова, Вацлав Некар, Хана Загорова, Милуша Воборникова, Карел Гот, Хелена Вондрачкова, Карел Чернох, Валдемар Матушка, Йозеф Лауфер и др.
Освен с музика, Анджело Михайлов се занимава и с актьорско майсторство. Играе например главната роля на Цанкар в мюзикъла Bylo čvrt a bude poł, за който композира музиката. Играе и ролята на глух портиер в музикалната комедия 30 девици и Питагор на Иржи Менцел, за която отново композира музиката, и няколко второстепенни епизодични роли (шофьор на такси в чешкия детски телевизионен сериал Господин Тау и в много други филми).
Умира в с. Валкержице (Valkeřice), окръг Дечин, Устецки край през 1998 г.

## Филмография
- Все отлагам да те забравя (1990)
- Златната ряпа (тв, 1990)
- Ако можеш, забрави... (1988)
- Изложение (1987)
- Златно сърце (3-сер. тв, 1985)
- Инспектор без оръжие (1985)
- Търси се съпруг за мама (1985)
- В името на народа (8-сер. тв, 1984)
- На другия бряг е свободата (1984)
- Пясък (тв, 1984)
- Романтична история (1984)
- Вибрации (1983)
- Завъртете всички сфери (1983)
- Етюд за лява ръка (тв, 1981)
- Слънце на детството (2-сер. тв, 1981)
- Може би фрегата (1980)
- Момичето и змеят (1979)
- Тримата от морето (1979)
- Правилата (2-сер. тв, 1978)
- Игрек 17 (1972)
- С дъх на бадеми (1967)